# Antoni Viladomat

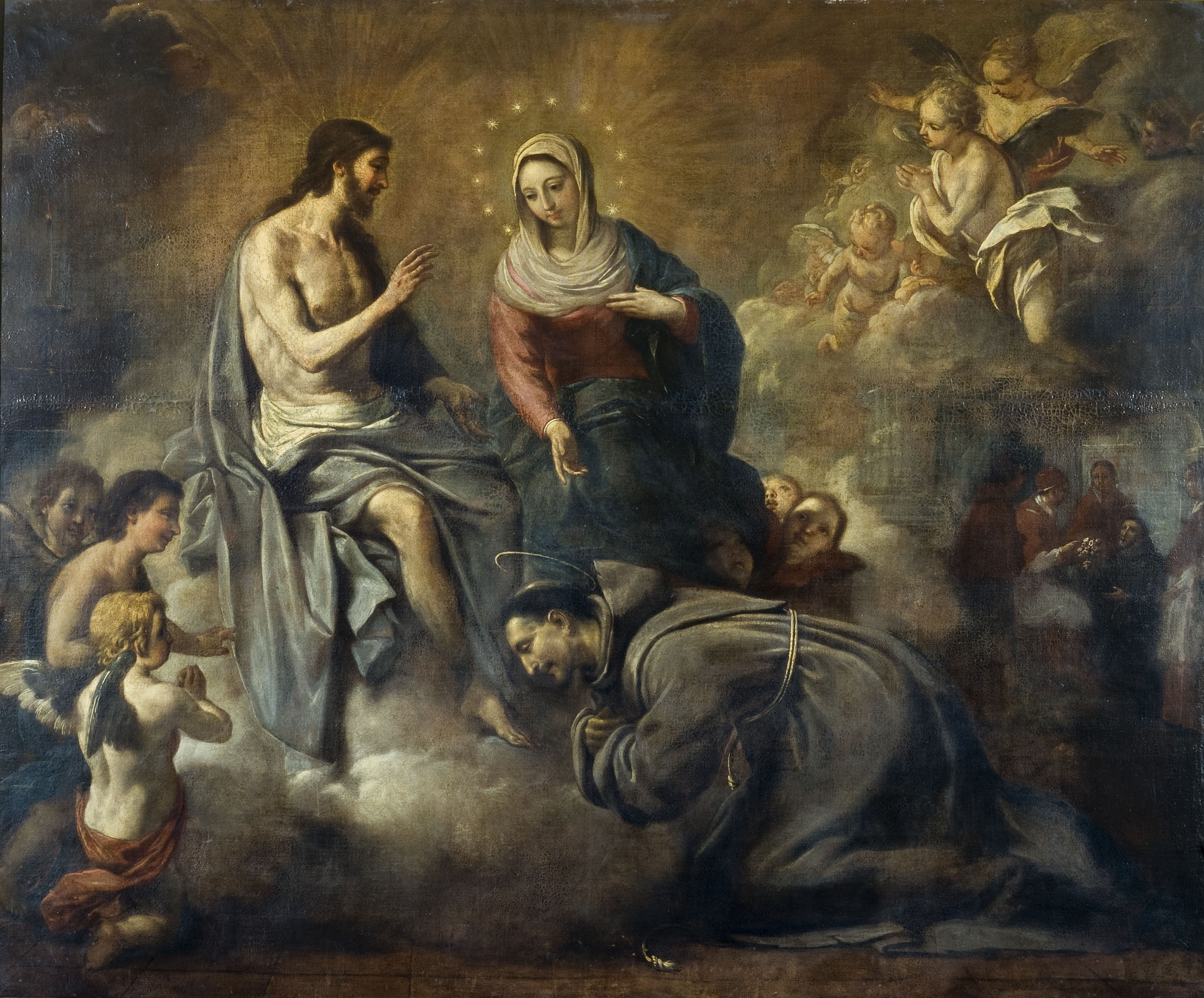
Gesù concede a San Francesco l'indulgenza della Porziuncola, (1722-24) MNAC

Antoni Viladomat i Manalt (Barcellona, 20 marzo 1678 – Barcellona, 22 gennaio 1755) è stato un pittore spagnolo.

## Biografia
Figlio del doratore Salvador Viladomat Ràfols e di Francesca Manalt, secondo la storiografia apprese le sue prime lezioni nella bottega di Pasqual Bailon Savall, pittore originario di Berga come il padre ed autore di parte dei dipinti della cappella di San Benito del monastero di Sant Cugat.
A seguito della morte prematura del suo primo maestro (1691) entrò come apprendista nella bottega del pittore Joan Baptista  Perramon, presso il quale rimase dai sei ai nove anni.
Storicamente gli vengono attribuiti la decorazione della chiesa dei Gesuiti a Tarragona (1698) e il dipinto ad olio della pala d'altare dell'Hospital de la Santa Creu di Barcellona (1728). Durante la Guerra di successione spagnola, la corte dell'arciduca Carlo (al quale collaborarono diversi artisti stranieri) si stabilì per alcuni anni a Barcellona, permetterndogli di incontrare il pittore e scenografo Ferdinando Galli da Bibbiena, con il quale collaborò alla decorazione della chiesa di San Miguel (demolita nel 1868) e che lo introdusse all'arte italiana.
Il ciclo di venti dipinti sulla vita di San Francesco d'Assisi, originariamente realizzati per l'antico monastero francescano di Barcellona ed oggi conservati nel Museu Nacional d'Art de Catalunya è considerato il suo lavoro più importante insieme al ciclo di quaranta dipinti sulla Via Crucis e sulla Vergine Maria conservati nella Basilica di Santa Maria di Mataró.